# Ryan Hollins
Pour les articles homonymes, voir Hollins.
Ryan Kenwood Hollins (né le 10 octobre 1984 à Pasadena, Californie) est un joueur américain de basket-ball. Il évolue au poste de pivot.

## Biographie

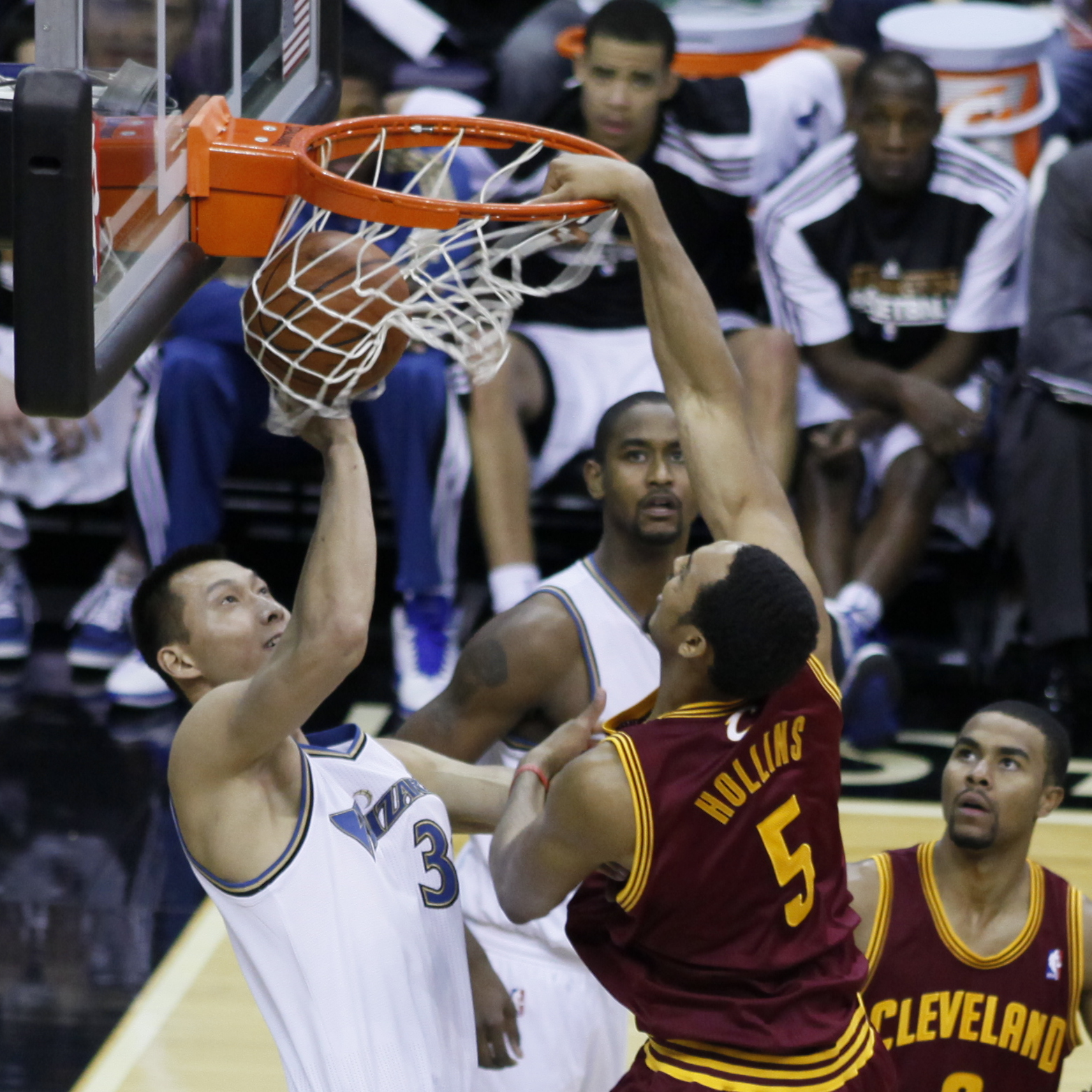
Ryan Hollins dunke sur Yi Jianlian

Hollins est sélectionné au second tour (à la 50e position) de la draft 2006 de la NBA par les Bobcats de Charlotte. Il est le centième joueur provenant de l'UCLA à être drafté en NBA. Le 22 novembre 2006, il est envoyé chez les Flyers de Fort Worth en D-League. Le 20 décembre 2006, il est rappelé dans l'effectif des Bobcats. Durant sa première saison, il joue 27 matchs et tourne à 2,4 points de moyenne par match.
À la fin de la saison 2007-2008, les Bobcats lui font une qualifying offer et il devient agent libre restrictif. Le 25 juillet 2008, il signe la qualifying offer et reste une saison de plus chez les Bobcats.
Le 16 janvier 2009, Hollins est transféré aux Mavericks de Dallas avec Matt Carroll en échange de DeSagana Diop.
Le 3 août 2009, il est signé par les Timberwolves du Minnesota pour trois ans et sept millions de dollars. Les Mavericks, qui avaient la possibilité de s'aligner sur cette offre, décident de ne pas suivre et de laisser partir Hollins à Minnesota.
Le 26 juillet 2010, Hollins est transféré aux Cavaliers de Cleveland avec Ramon Sessions et un second tour de draft 2013 en échange de Delonte West et Sebastian Telfair.
Le 20 mars 2012, il est coupé de l'effectif des Cavaliers. Puis, le 23 mars, il est signé par les Celtics de Boston qui cherchaient à recruter un pivot, essentiellement pour apporter de la taille au banc des Celtics mais il dispute les quinze matchs restants de la saison régulière. Il participe à 17 des 20 matchs de playoffs des Celtics où il apporte son énergie et ses qualités de rebondeur lorsque le rookie Greg Stiemsma a fait trop de fautes pour pouvoir rester sur le terrain.
Le 23 juillet 2012, il signe avec les Clippers de Los Angeles. Le 10 juillet 2013, il resigne avec l'équipe californienne.
Le 18 septembre 2014, il signe avec les Kings de Sacramento.
Il s'engage avec les Grizzlies de Memphis pour la saison 2015-2016.

## Statistiques

### Universitaires
Les statistiques en matchs universitaires de Ryan Hollins sont les suivantes :
| Année     | Équipe | Matches | Titul. | Min./m. | %tir | %3pts | %l-f | rbds/m. | pass/m. | int/m. | ctr/m. | pts/m. |
| --------- | ------ | ------- | ------ | ------- | ---- | ----- | ---- | ------- | ------- | ------ | ------ | ------ |
| 2002-2003 | UCLA   | 24      | 15     | 16,7    | 59,4 | 0,0   | 49,1 | 3,54    | 0,21    | 0,25   | 0,88   | 4,33   |
| 2003-2004 | UCLA   | 28      | 15     | 25,4    | 54,7 | 0,0   | 58,1 | 4,36    | 0,54    | 0,43   | 1,00   | 6,50   |
| 2004-2005 | UCLA   | 28      | 5      | 16,4    | 53,3 | 100,0 | 67,7 | 3,36    | 0,36    | 0,00   | 0,82   | 4,46   |
| 2005-2006 | UCLA   | 33      | 24     | 21,5    | 61,9 | 0,0   | 60,2 | 4,82    | 0,30    | 0,21   | 0,88   | 7,00   |
| Total     |        | 113     | 59     | 20,2    | 57,7 | 50,0  | 59,1 | 4,07    | 0,35    | 0,22   | 0,89   | 5,68   |

## Palmarès
- Champion de la Division Atlantique en 2012 avec les Celtics de Boston.

## Records sur une rencontre en NBA
Les records personnels de Ryan Hollins, officiellement recensés par la NBA sont les suivants :
| Type de statistique        | Saison régulière | Saison régulière                             | Saison régulière                 | Playoffs | Playoffs                                      | Playoffs                  |
| Type de statistique        | Record           | Adversaire                                   | Date                             | Record   | Adversaire                                    | Date                      |
| -------------------------- | ---------------- | -------------------------------------------- | -------------------------------- | -------- | --------------------------------------------- | ------------------------- |
| Points                     | 19               | Nuggets de Denver Clippers de Los Angeles    | 25 novembre 2009 29 janvier 2010 | 8        | @ Nuggets de Denver                           | 5 mai 2009                |
| Paniers marqués            | 8                | Nuggets de Denver                            | 25 novembre 2009                 | 4        | @ Nuggets de Denver                           | 5 mai 2009                |
| Paniers tentés             | 12               | @ Mavericks de Dallas                        | 5 février 2010                   | 4        | 6 fois                                        |                           |
| Paniers à 3 points réussis |                  |                                              |                                  |          |                                               |                           |
| Paniers à 3 points tentés  | 1                | Trail Blazers de Portland                    | 11 novembre 2009                 |          |                                               |                           |
| Lancers francs réussis     | 8                | @ Pacers de l'Indiana Wizards de Washington  | 2 janvier 2010 13 avril 2011     | 2        | 4 fois                                        |                           |
| Lancers francs tentés      | 12               | Heat de Miami                                | 29 mars 2011                     | 4        | Nuggets de Denver                             | 9 mai 2009                |
| Rebonds offensifs          | 6                | @ Hawks d'Atlanta                            | 19 mars 2009                     | 4        | Spurs de San Antonio                          | 25 avril 2009             |
| Rebonds défensifs          | 7                | @ Cavaliers de Cleveland Mavericks de Dallas | 29 mars 2009 8 mars 2010         | 4        | Spurs de San Antonio Nuggets de Denver        | 25 avril 2009 9 mai 2009  |
| Rebonds totaux             | 12               | @ Cavaliers de Cleveland                     | 29 mars 2009                     | 8        | Spurs de San Antonio                          | 25 avril 2009             |
| Passes décisives           | 3                | 4 fois                                       |                                  | 3        | @ Sixers de Philadelphie                      | 23 mai 2012               |
| Interceptions              | 3                | Heat de Miami                                | 3 avril 2010                     | 1        | Spurs de San Antonio                          | 23 avril 2009             |
| Contres                    | 4                | 3 fois                                       |                                  | 3        | Spurs de San Antonio @ Sixers de Philadelphie | 25 avril 2009 16 mai 2012 |
| Balles perdues             | 4                | @ Hawks d'Atlanta @ Kings de Sacramento      | 19 mars 2009 14 mars 2010        | 2        | Sixers de Philadelphie                        | 26 mai 2012               |
| Minutes jouées             | 36               | 3 fois                                       |                                  | 19       | Spurs de San Antonio @ Hawks d'Atlanta        | 25 avril 2009 8 mai 2012  |

- Double-double : aucun (au 24/01/2015)
- Triple-double : aucun.

## Vie privée
Hollins est le fils de parents jamaïcains, Teryl et Denier Hollins.